# ハインリヒ・ベーンケ

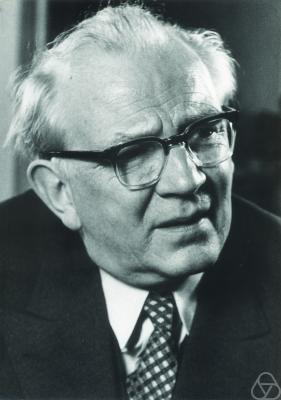
ハインリヒ・ベーンケ

ハインリヒ・アドルフ・ルイス・ベーンケ (Heinrich Adolph Louis Behnke、1898年10月9日 – 1979年10月10日) は、ドイツの数学者。ヴェストファーレン・ヴィルヘルム大学の学長を務めた。

## 生活-キャリア
ベーンケはハンブルク郊外のホルンで、ルーテル教会信徒の両親のもと生まれた。ゲッティンゲン大学で学び、ハンブルク大学から博士号を受けた。アンリ・カルタンおよびペーター・トゥーレンとともに複素解析に関する研究、とりわけ多変数複素函数論の理論構築で顕著な業績を挙げ、ベーンケ＝シュタインの定理にその名を残している。彼はユダヤ系のアンネ・アルベルスハイムと結婚して長男を授かったが、彼女は産後まもなく亡くなってしまった。ナチス・ドイツ時代には、息子の出自はベーンケの心配の種であったが、1936年にドイツ国立科学アカデミーの会員に選出された。1979年10月10日、81歳の誕生日の翌日にミュンスターで亡くなった。

## 著書
- with Peter Thullen: Theorie der Funktionen mehrerer komplexer Veränderlicher, Springer Verlag, Ergebnisse der Mathematik und ihrer Grenzgebiete, 1934,[3] 2nd edn. with collaboration by Reinhold Remmert 1970
- with Friedrich Sommer: Theorie der Funktionen einer komplexen Veränderlichen, Springer Verlag, 3rd edn. 1965
- Vorlesung über Differentialgeometrie, Münster, Aschendorff, 7th edn. 1966
- Vorlesung über gewöhnliche Differentialgleichungen, Münster, Aschendorff, 4th edn. 1963
- Vorlesungen über Algebra, Münster, Aschendorff, 3rd edn. 1958
- Vorlesungen über Zahlentheorie, Münster, Aschendorff, 5th edn. 1961
- Vorlesung über klassische Funktionentheorie, Aschendorff
- Vorlesung über Infinitesimalrechnung, Aschendorff